# Othon de La Roche (duc d'Athènes)

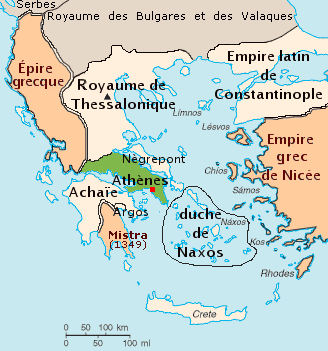
Le duché d'Athènes, en vert.

Pour les articles homonymes, voir La Roche.
Othon (ou Otton) IV de la Roche (? - mort avant avril 1235), seigneur de La Roche et de Ray (Comté de Bourgogne) fut le fondateur du duché d'Athènes, qu'il conquit au détriment de l'Empire byzantin durant la quatrième croisade.

## Biographie

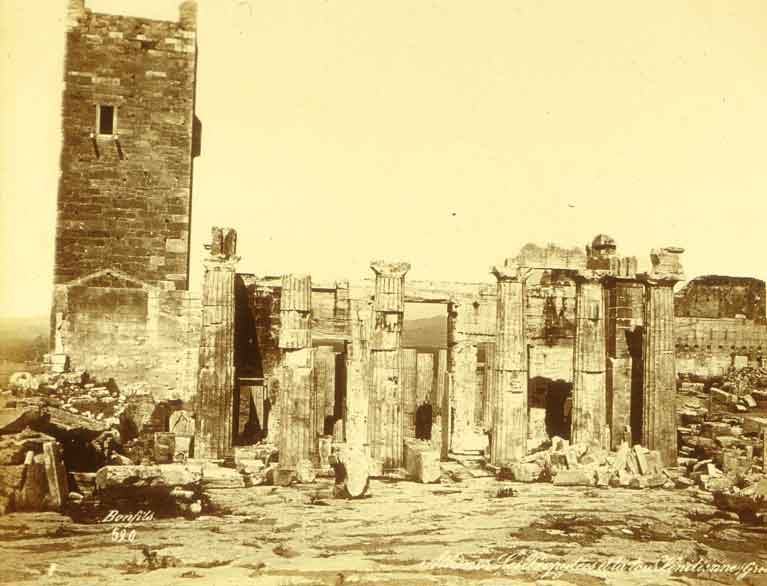
La « tour franque » (détruite en 1879) sur l'Acropole, parfois attribuée à Othon.

Fils du seigneur Pons II de la Roche, Othon est originaire du château de La Roche à Rigney, dans le Comté de Bourgogne (actuelle Franche-Comté).
Othon participe à la quatrième croisade, lancée en 1202 et détournée en 1204 contre l'empire byzantin. Il est ainsi cité par Villehardouin parmi les principaux chevaliers du 6e corps de bataille de l'armée des Croisés, formé des Bourguignons.
Il est censé avoir ramené des croisades une relique de la Vraie Croix. Selon certains auteurs s'intéressant à l'histoire du suaire de Turin, il aurait pu s'emparer du Saint-Suaire au cours du sac de Constantinople en avril 1204.
Il fait partie au moins dès l'été 1204 des proches de Boniface de Montferrat, qu'il accompagne lors de son entrevue avec Villehardouin en août 1204 lors du siège d'Andrinople. Il participe ensuite en 1204/1205 aux campagnes de Boniface, qui lui confie des territoires en Attique et peut-être en Béotie, qui deviendront le duché d'Athènes, et prend le titre de « Megaskyr » (grand-seigneur). À l'automne 1206, il négocie au nom de Boniface un mariage entre la fille de ce dernier, Agnès, et l'empereur Henri.
Après la mort de Boniface en septembre 1207, on considère généralement (mais sans indication formelle) qu'il devient vassal de l'empereur Henri, soit dès 1209, soit à la chute du royaume de Thessalonique en 1224.
Il s'aménage un palais fortifié dans les anciens propylées de l'acropole, puis aide Geoffroi Ier de Villehardouin à conquérir l'Acrocorinthe et l'Argolide vers 1209-1211 et reçoit ainsi la seigneurie d'Argos.
Selon certains auteurs, il serait devenu seigneur de Ray en épousant sa cousine Isabelle de Ray (fille du seigneur Guy de Ray), ou bien en tant que membre d'une branche cadette de la famille de Ray, après l'extinction de la branche aînée. Selon une autre hypothèse sa femme serait Élisabeth (ou Isabelle) de Chappes, sœur de Clarembaud VI, seigneur de Chappes, originaire de Champagne,. On considère généralement que le mariage a eu lieu à la fin de 1208, sur la foi d'une lettre d'Innocent III datée de janvier 1209 le décrivant comme marié.
Le dernier document le mentionnant vivant et présent en Grèce date de février 1225. À la suite de Du Cange, Buchon et Hopf, certains auteurs considèrent qu'il serait revenu en France (à des dates différentes) ; cependant aucun document ne permet de confirmer cette affirmation,, et Kiesewetter considère comme plutôt vraisemblable qu'il soit resté en Grèce. Son successeur dans le duché d'Athènes fut son fils Guy Ier de La Roche, considéré avant 1973 (et encore parfois dans certaines publications) comme son neveu.
Selon une tradition locale, de retour dans sa patrie il aurait résidé d'abord dans son château de Ray, puis se serait retiré dans l'abbaye cistercienne de Bellevaux près de Rigney, fondée par son arrière-grand-père et dans laquelle il aurait été enterré.
Sa date de mort est inconnue, mais il est mentionné comme défunt dans un acte daté de l'année 1234/35,,,.
Une pierre tombale remarquée au XIXe siècle dans l'église de Seveux et actuellement conservée dans celle de Vereux, qui lui avait été attribuée par certains auteurs du milieu du XIXe siècle, est actuellement considérée comme celle de son fils ou de son arrière-petit-fils homonymes,,.

## Mariage et descendance
De son mariage avec Isabelle/Élisabeth (fille de Guy de Ray ou de Clarembaud V de Chappes, il a au moins trois enfants :
- Othon V de la Roche qui reçoit les seigneuries de Ray et d'Argos-Nauplie ;
- Guy Ier de La Roche qui reçoit la seigneurie d'Athènes ;
- Bonne, qui épouse Démétrius de Montferrat[19], puis vers 1220 Bela de Saint-Omer ; elle hérite de la moitié de la seigneurie de Thèbes.